# Seymour Jonathan Singer
Seymour Jonathan Singer (* 23. Mai 1924 in New York City; † 2. Februar 2017 in La Jolla) war ein US-amerikanischer Molekularbiologe und Hochschullehrer an der University of California, San Diego (UCSD).

## Leben
Singer erwarb an der Columbia University im Jahr 1943 einen Bachelor-Abschluss und wurde 1947 am Polytechnic Institute of Brooklyn promoviert. Danach war er bis 1948 im Labor von Linus Pauling am California Institute of Technology (Caltech) als Postdoc tätig. Nach einigen Jahren Arbeit beim U.S. Public Health Service wurde er 1951 Assistant Professor an der Fakultät für Chemie an der Yale University. 1957 wurde er hier zum Associate Professor, und im Jahr 1960 zum Professor berufen. 1961 wechselte er an die Fakultät für Biologie der University of California, San Diego (UCSD). In den Jahren 1976 bis 1991 hatte er darüber hinaus eine Forschungsprofessur der American Cancer Society inne. Seine Emeritierung an der UCSD erfolgte 1995.
Singer forschte mit Harvey Itano und Linus Pauling am Caltech seit 1949 an der Ursache für die Sichelzellenanämie, einer erblichen Erkrankung der roten Blutzellen. Sie äußerten die Vermutung, dass die Krankheit auf einer Veränderung der Aminosäurezusammensetzung des Hämoglobin beruht. Zur etwa gleichen Zeit entdeckte der Genetiker James Van Gundia Neel das Vererbungsmuster der Sichelzellanämie. Im Jahr 1956 konnte Vernon Ingram durch Proteinsequenzierung nachweisen, dass sich die pathogene Form des Hämoglobins nur in einer einzigen Aminosäure von der gesunden Variante unterscheidet. Ein Glutaminsäure-Molekül ist in der pathogenen Form durch ein Valin-Molekül ersetzt. Damit konnte Ingram die Vermutung von Singer und seinen  Kollegen bestätigen.
An der Yale University entwickelte Singer den Ferritin-Antikörper für Zellfärbung in der Elektronenmikroskopie.
An der UCSD veröffentlichte er Mitte der 1960er Jahre grundlegende Arbeiten zur Konformation von Membranproteinen. Daraus entstand das grundlegende Fluid-Mosaik-Modell für die Wirkungsweise von Proteinen in der Zellmembran zum Beispiel bei Signalleitung und Transport. Er trug auch zur Aufklärung der Wechselwirkung des Zytoskeletts mit der Zellmembran bei.
In den letzten 20 Jahren seines Lebens befasste er sich mit Nazneen Dewji mit einem neuartigen Zugang zur Alzheimer-Krankheit (Wechselwirkung zweier Membranproteine, Amyloid-Precursor-Protein und einem Präsenilin).
Er war Mitglied der National Academy of Sciences (1969), der American Academy of Arts and Sciences (1971) und erhielt 1991 die E. B. Wilson Medal der American Society for Cell Biology.
1959 war er Guggenheim Fellow.

## Schriften (Auswahl)
- The splendid feast of reason , University of California Press 2001